# Koyu Kırmızı
Koyu Kırmızı è un serial televisivo drammatico turco composto da 13 puntate, trasmesso su Star TV dal 7 gennaio al 13 aprile 2012. È diretto da Atıl İnaç e Ulaş İnaç, scritto da Gökhan Horzum, Gülden Çakır, Gürcan Yurt, Meriç Özen, Neşe Şen, Şerif Erol e Arif Valizade, prodotto da TMC Film ed ha come protagonisti Özgü Namal e Ozan Güven.

## Trama
Cemil è un insegnante che dopo aver perso i suoi genitori, dedica tutta la sua vita a sua sorella con l'unico obiettivo di mantenere in vita sua sorella, che soffre una malattia renale.

## Episodi
| Stagione       | Episodi | Prima TV Turchia | Prima TV Italia |
| -------------- | ------- | ---------------- | --------------- |
| Prima stagione | 13      | 2012             | inedita         |

### Prima stagione (2012)
| n° | Titolo originale | Prima TV Turchia |
| -- | ---------------- | ---------------- |
| 1  | 1. Bölüm         | 7 gennaio 2012   |
| 2  | 2. Bölüm         | 14 gennaio 2012  |
| 3  | 3. Bölüm         | 21 gennaio 2012  |
| 4  | 4. Bölüm         | 28 gennaio 2012  |
| 5  | 5. Bölüm         | 4 febbraio 2012  |
| 6  | 6. Bölüm         | 11 febbraio 2012 |
| 7  | 7. Bölüm         | 24 febbraio 2012 |
| 8  | 8. Bölüm         | 2 marzo 2012     |
| 9  | 9. Bölüm         | 9 marzo 2012     |
| 10 | 10. Bölüm        | 16 marzo 2012    |
| 11 | 11. Bölüm        | 24 marzo 2012    |
| 12 | 12. Bölüm        | 6 aprile 2012    |
| 13 | 13. Bölüm        | 13 aprile 2012   |

## Personaggi e interpreti
- Ümit, interpretata da Özgü Namal.
- Cemil Şenel, interpretato da Ozan Güven.
- Mahir, interpretato da Muhammet Uzuner.
- Ufuk, interpretato da Engin Hepileri.
- Bedriye, interpretata da İpek Bilgin.
- Galip, interpretato da Çağlar Çorumlu.
- Vildan, interpretata da Ceren Soylu.
- Ferit, interpretato da Mustafa Uzunyılmaz.
- Zehra, interpretata da İdil Yener.
- Kader, interpretata da Esme Madra.
- Şermin, interpretata da Şebnem Köstem.
- Defne, interpretata da Sinem İslamoğlu.
- Mercan, interpretata da Zeynep Özder.
- Hasan, interpretato da Mehmet Bozdoğan.
- Nejla, interpretata da Arzu Oş.
- Şule, interpretata da Tuğba Çom.
- Ayşe, interpretata da Sevda Erginci.
- Defne, interpretata da Elif Sönmez.
- Metin, interpretato da Metin Belgin.

## Produzione
La serie è diretta da Atıl İnaç e Ulaş İnaç, scritta da Gökhan Horzum, Gülden Çakır, Gürcan Yurt, Meriç Özen, Neşe Şen, Şerif Erol e Arif Valizade e prodotta da TMC Film.

### Riprese
Le riprese della serie sono state effettuate interamente a Istanbul.